# IIe gouvernement provisoire portugais
 (septembre 2023).
Si vous disposez d'ouvrages ou d'articles de référence ou si vous connaissez des sites web de qualité traitant du thème abordé ici, merci de compléter l'article en donnant les références utiles à sa vérifiabilité et en les liant à la section « Notes et références ».
IIIe République
Ier provisoire IIIe provisoire
Le IIe gouvernement provisoire portugais (en portugais : II Governo Provisório de Portugal) est le gouvernement de la République portugaise entre le 17 juillet et le 30 septembre 1974.

## Historique
Dirigé par le nouveau Premier ministre indépendant Vasco Gonçalves, il est constitué d'indépendants, du Parti socialiste (PS), du Parti populaire démocratique (PPD), du Parti communiste portugais (PCP) et du Parti de la démocratie chrétienne (PDC).
Il est formé à la suite de la démission d'Adelino da Palma Carlos, au pouvoir depuis mai 1974. Il succède donc au Ier gouvernement provisoire, constitué du PS, du PPD, du PCP et du Mouvement démocratique portugais (MDP).
La plupart des acteurs et institutions politiques ayant rejeté son calendrier de transition constitutionnelle, Palma Carlos annonce sa démission le 9 juillet 1974. Le 12 juillet, le président de la République António de Spínola désigne le colonel Vasco Gonçalves, membre de la commission de coordination du Mouvement des Forces armées (MFA) et considéré comme proche du Parti communiste, comme nouveau chef du gouvernement.
Celui-ci compose une nouvelle équipe ministérielle cinq jours après avoir été nommé Premier ministre. Celle-ci comprend seize ministres, soit deux de plus que la précédente, et voit Maria de Lourdes Pintasilgo devenir la première femme ministre du Portugal. Si le MDP n'y participe plus, le PDC rejoint l'alliance des partis apportant leur soutien au cabinet.
Son mandat prend fin le 30 septembre, à la suite de la démission de Spínola, mis en minorité par le MFA. Gonçalves est aussitôt renommé par le président Francisco da Costa Gomes et forme le IIIe gouvernement provisoire.

## Composition
- Les nouveaux ministres sont indiqués en gras, ceux ayant changé d'attributions en italique.

| Portefeuille                                          | Titulaire | Titulaire                    | Parti |
| ----------------------------------------------------- | --------- | ---------------------------- | ----- |
| Premier ministre                                      |           | Vasco Gonçalves              | Sans  |
| Ministre sans portefeuille                            |           | Vítor Alves                  | Sans  |
| Ministre sans portefeuille                            |           | Ernesto Melo Antunes         | Sans  |
| Ministre sans portefeuille                            |           | Álvaro Cunhal                | PCP   |
| Ministre sans portefeuille                            |           | Joaquim Magalhães Mota       | PPD   |
| Ministre de la Défense nationale                      |           | Mário Firmino Miguel         | Sans  |
| Ministre de la Coordination interterritoriale         |           | António de Almeida Santos    | PS    |
| Ministre de l'Intérieur                               |           | Manuel da Costa Brás         | Sans  |
| Ministre de la Justice                                |           | Francisco Salgado Zenha      | PS    |
| Ministre de l'Économie                                |           | Emílio Rui Vilar (pt)        | Sans  |
| Ministre des Finances                                 |           | José da Silva Lopes          | Sans  |
| Ministre des Affaires étrangères                      |           | Mário Soares                 | PS    |
| Ministre de l'Équipement social et de l'Environnement |           | José Augusto Fernandes       | Sans  |
| Ministre de l'Éducation et de la Culture              |           | Vitorino Magalhães Godinho   | Sans  |
| Ministre du Travail                                   |           | José Inácio da Costa Martins | PCP   |
| Ministre des Affaires sociales                        |           | Maria de Lourdes Pintasilgo  | Sans  |
| Ministre de la Communication sociale                  |           | José Eduardo Sanches Osório  | PDC   |